# Callictita cyara
Callictita cyara är en fjärilsart som beskrevs av George Thomas Bethune-Baker 1908. Callictita cyara ingår i släktet Callictita och familjen juvelvingar. Inga underarter finns listade i Catalogue of Life.

## Bildgalleri

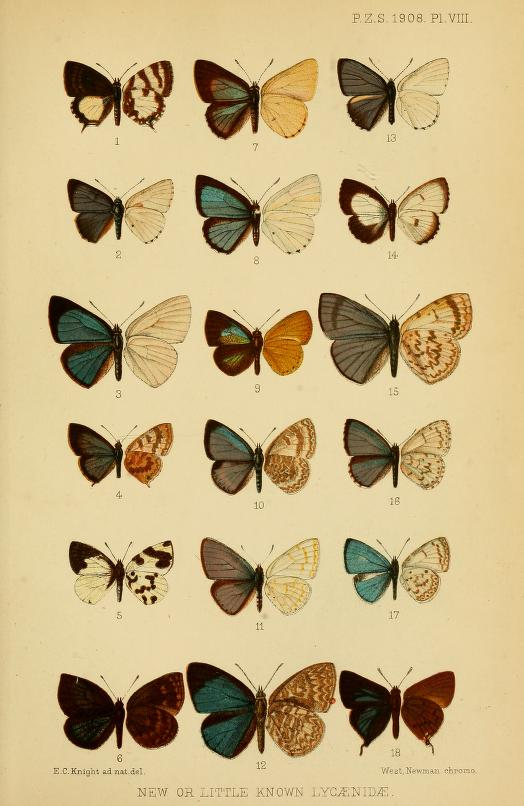